# Estatuto de Autonomía de Segovia
En el marco de la construcción del Estado de las autonomías de España, la diputación provincial de Segovia trató de conformarse en una comunidad autónoma uniprovincial bajo el nombre propuesto de Comunidades de Villa y Tierra de Segovia, en referencia a las locales y arraigadas comunidades homónimas de origen medieval.
Sin embargo, tras la polémica repetición de la votación en Cuéllar, no se alcanzó el censo favorable necesario para iniciar el proyecto uniprovincial.
De esta manera, esta vía quedó paralizada pendiente de un recurso presentado por la Diputación y Segovia quedó entonces como la única provincia no adscrita a un proceso de constitución de una comunidad autónoma.
Por ello, las Cortes Generales la incorporaron de manera forzosa y unilateral al proceso de constitución de Castilla y León, mecanismo que estaba previsto en la Constitución en caso de existir "razones de interés nacional".
Finalmente, en 1985 la segunda votación de Cuéllar fue revocada por sentencia judicial, prevaleciendo así la primera a favor de la vía uniprovincialista, aunque sin efecto sobre la pertenencia de Segovia a la comunidad autónoma de Castilla y León.

## Contexto
La Constitución española de 1978 no estableció un modelo territorial acabado, sino que estableció una serie de procedimientos para permitir obtener cierto grado de autonomía a las distintas nacionalidades y regiones que componen el territorio español, lo que dio lugar a una posterior regionalización de la totalidad del Estado. La Constitución estableció dos formas de acceder a la autonomía: la vía lenta del artículo 143 y la vía rápida del artículo 151. Además, incorporó una serie de excepciones en el artículo 144 y en las disposiciones adicionales y transitorias.
Podían acceder a la autonomía utilizando la vía lenta todas las provincias españolas limítrofes que tuvieran elementos históricos, culturales y territoriales comunes, los territorios insulares, y las provincias con entidad regional histórica. La iniciativa del proceso autonómico mediante esta vía la tenían las diputaciones provinciales o cabildos insulares y las dos terceras partes de los municipios cuya población representara al menos la mayoría del censo electoral de cada provincia o isla. Estos requisitos debían ser cumplidos en el plazo de seis meses desde el primer acuerdo adoptado al respecto. Si la iniciativa autonómica no prosperaba, debían pasar cinco años para reiterar.

## Historia

Escudo de la Comunidad de Ciudad y Tierra de Segovia.

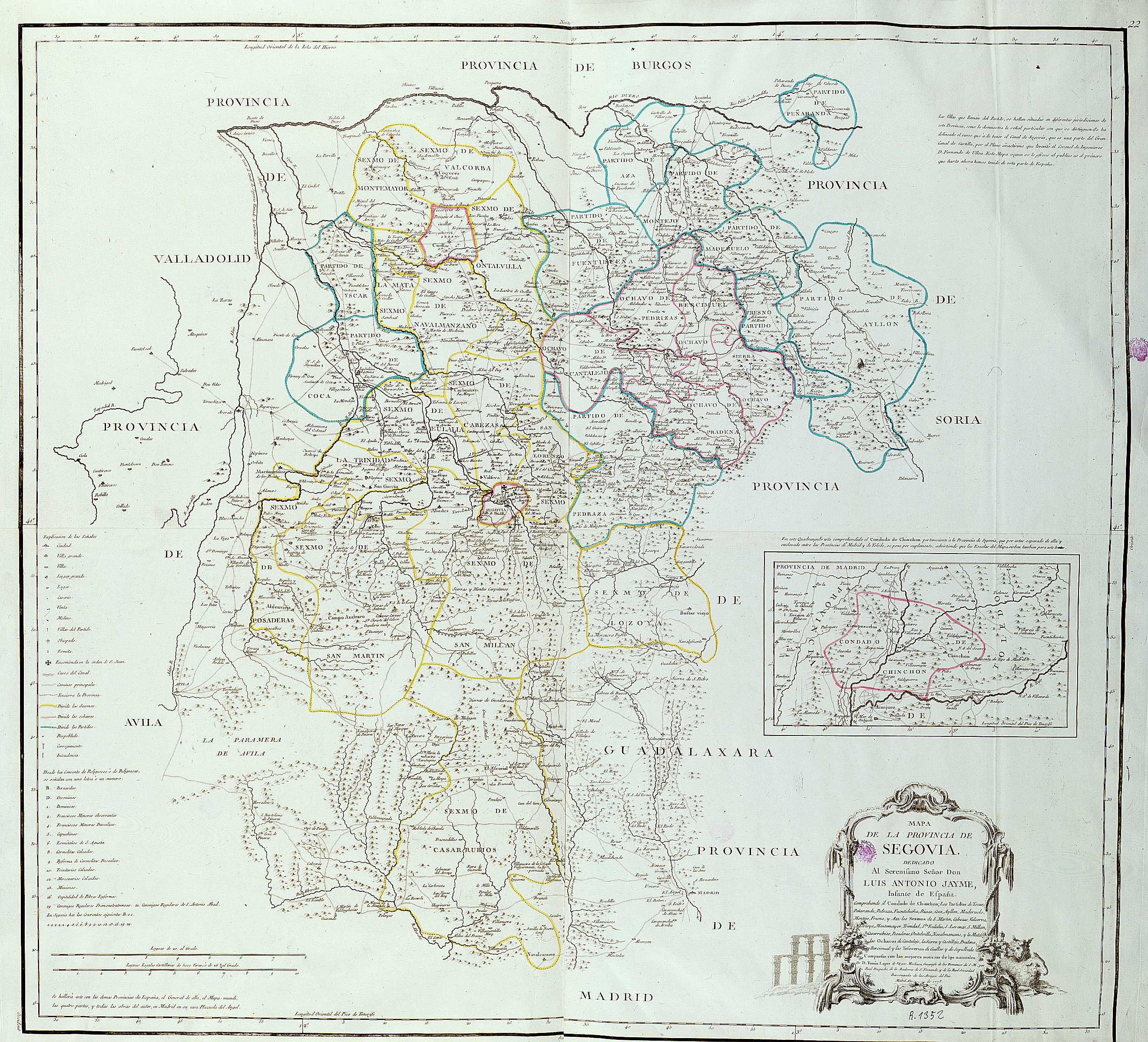
Provincia de Segovia hasta 1833, duplicando sus actuales dimensiones

Actual Provincia de Segovia

El Real Decreto 20/1978, de 13 de junio, aprobó el régimen preautonómico para Castilla y León, incluyendo a la provincia de Segovia, sin que ello prejuzgara «la futura organización» de cada una de las provincias en él incluidas, como se indicaba en su artículo 2.
Después de aprobada la Constitución española de 1978, el Consejo General de Castilla y León, en uso de la disposición transitoria primera de la Constitución, inició el proceso autonómico con referencia a las provincias integradas en el ente preautonómico. Los municipios de la provincia de Segovia se manifestaron oportunamente en contra de esta iniciativa autonómica, lo que fue corroborado por la Diputación Provincial en su sesión de 23 de abril de 1980, en la que acordó no ejercer de momento el derecho a la autonomía regulado en el artículo 143 de la Constitución.
El 31 de julio de 1981 el pleno de la Diputación Provincial de Segovia aprobó, por 20 votos contra uno, el acuerdo de ejercitar el derecho de autonomía uniprovincial, iniciando el proceso autonómico al amparo del artículo 143.2 de la Constitución. De un total de 210 municipios segovianos, 178 votaron a favor de la autonomía uniprovincial. Sin embargo, dichos municipios no representaban aún a la mayoría del censo electoral de la provincia de Segovia, como exige el artículo 143.2 de la Constitución, pues Segovia, su municipio de mayor población, se había inclinado por la opción castellanoleonesa.
No obstante, quedaba pendiente el voto de la ciudad de Cuéllar, segunda en población. El 7 de octubre de 1981, y ante un público expectante en el salón de plenos, el consistorio cuellarano mostró su apoyo a la vía uniprovincial, por 7 votos contra 6, lo que dejaba expedito el camino a la autonomía uniprovincial al sumarse el 87.7% de los municipios segovianos que representaban el 56.69% del censo electoral, cumpliendo los requisitos exigidos por el artículo 143.2 de la Constitución.
Sin embargo, errores de forma en la votación de Cuéllar y diferentes movimientos populares motivaron que el Ayuntamiento decidiese convocar un nuevo pleno, con la posibilidad de reconsiderar las posturas que habían tomado. El pleno tuvo lugar el 3 de diciembre de 1981, y el resultado fue inverso al anterior: esta vez, 7 votos pedían a las Cortes Generales la incorporación de Segovia a Castilla y León, frente a los 6 que apoyaban la vía uniprovincial. La Diputación trató de recurrir el acuerdo y recuperar el apoyo de Cuéllar a la causa uniprovincial. El plazo de seis meses marcado por el artículo 143.2 de la Constitución concluyó el 31 de enero de 1982 mientras la provincia seguía fuera de proceso constituyente alguno.
Ante la no formalización de la iniciativa autonómica uniprovincial de Segovia, el gobierno de Felipe González y las nuevas Cortes Generales se encontraron a 1 de marzo de 1983 con que Segovia era la única provincia que no estaba incorporada a una comunidad autónoma por lo que quedaría como única provincia «de régimen común». Los detractores de la inclusión de Segovia en Castilla y León solicitaron esperar a las decisiones de los ayuntamientos que salieran de las próximas elecciones municipales manteniendo la provincia independiente o incorporándola a Castilla y León de manera provisional. Sin embargo, las Cortes alegaron «razones de interés nacional» para no prolongar más el proceso y para resolverlo en el sentido de la incorporación de Segovia a Castilla y León, bajo la justificación de que es la «región a la que está la provincia de Segovia unida por lazos históricos, culturales y económicos». Así, las Cortes, empleando el artículo 144 de la Constitución, decidieron, mediante la Ley Orgánica 5/1983, que «por razones de interés nacional y al amparo de lo dispuesto en el artículo 144 .c) de la Constitución, se incorpora la provincia de Segovia al proceso autonómico de Castilla y León, actualmente en curso», apenas 4 días después de la aprobación del Estatuto de Autonomía de Castilla y León.
54 senadores presentaron recurso de inconstitucionalidad contra la ley de incorporación de Segovia a la comunidad autónoma de Castilla y León alegando que Segovia sí tenía iniciativa autonómica. El 8 de noviembre de 1984 el Tribunal Constitucional declaró la ley plenamente conforme con la Constitución. El Tribunal concluyó que las Cortes Generales eran «el órgano constitucional del Estado competente para invocar y apreciar la concurrencia en tal situación de “razones de interés nacional” justificativas de la decisión normativa que se contiene en la Ley 5/1983» por lo que «las Cortes no excedieron los límites del 144. c). de la Constitución». Asimismo, como argumento secundario, esta sentencia invocaba a lo inapropiado de que una sola provincia habría quedado excluida de comunidad autónoma alguna, dado que el régimen común era una situación no prevista en la constitución de 1978, aunque sí en la de 1931.
Finalmente la sentencia del 15 de abril de 1985 de la Sala 4.ª de la Audiencia Territorial de Madrid resolvió el recurso presentado por la diputación 449/82 y revocó el segundo acuerdo del ayuntamiento de Cuéllar y aunque ya era irrelevante evidenció que las condiciones legales si cumplieron.
| Opción Sí         | SI     | Opción No | NO    |
| ----------------- | ------ | --------- | ----- |
| 179 ayuntamientos | 87,75% | 9 votos   | 4,41% |